# Stanislav Filko
Stanislav Filko (15. června 1937 – 23. října 2015) byl slovenský konceptuální umělec. Narodil se ve Veľké Hradné a patřil k významným představitelům slovenského poválečného umění. Od 60. let byl spolu s Júliusem Kollerem a Alexem Mlynárčikem průkopníkem neoavantgardy. Spolupracovník československé Státní bezpečnosti pod krycím jménem "Akademik". Během svého života svá díla vystavoval nejen v Československu, ale také v Itálii, Francii, Německu či Spojených státech amerických. Později emigroval do Německa, odkud odjel do New Yorku. Po revoluci v roce 1989 se však vrátil. V roce 2005 ve spolupráci s umělci Jánem Mančuškou a Borisem Ondreičkou a kurátorem Markem Pokorným vytvořili expozici Československého pavilonu na Bienále v Benátkách.

## Výstavy
- Registrace Stana Filka / Registration of Stano Filko, Fait Gallery, Brno, 6. 10. 2021 – 8. 1. 2022, kurátorská koncepce: Boris Ondreička, koordinátor projektu: Denisa Kujelová